# Salix pseudopentandra
Salix pentandrifolia — вид квіткових рослин із родини вербових (Salicaceae).

## Морфологічна характеристика
Це невелике дерево, зазвичай 2–5 метрів заввишки, іноді до 8–10 метрів.

## Середовище проживання
Китай (Цзілінь), Північна й Південна Корея, Монголія, Сибір. Зростає у вологих западинах, краях боліт і відкритих лісах від низин до верхньої межі лісу.

## Загрози
Відомих прямих загроз для виду немає.

## Використання
Не відоме.